# Бацёняй
Бацё́няй (Бационяй, Боцяны, Баченай; лит. Bacioniai) — деревня в Кайряйском старостве Шяуляйского района Шяуляйского уезда Литвы. Входит в состав Шиленайской сянюнайтии.

## Расположение и общая характеристика
Находится в южной части Кайряйского староства около юго-западного берега озера Гуделю.
|  |  |

Расстояние от Бацёняй до:
- административного центра староства: напрямую — 4,5 км, по автодорогам — 7,5 км;[10]
- административного центра района и уезда: напрямую — 10 км, по автодорогам — 14,5 км;[11]
- столицы Литвы: напрямую — 177 км, по автодорогам — 204 км.[12]

## История
Административное подчинение: 

С 1842 года по 1915 год Боцяны относились к Кайровскому сельскому обществу (с 1861 года) Шавельской волости Шавельского уезда Ковенской губернии.
С 1950 года по 1995 год деревня входила в состав Кайряйской апилинки
С 1995 года входит в состав Кайряйского староства.
В 2009 году Кайряйское староство была подразделено на 5 сянюнайтий, Бацёняй с соседними деревнями составили Шиленайскую сянюнайтию.

## Население
Согласно данным переписи населения Литвы 2001 года, в деревне Бацёняй проживало 2 человека.
| ≈1870                          | ≈1902 | 2001 |
| ------------------------------ | ----- | ---- |
| 39                             | 90    | 2    |
| Гистограмма динамики населения |       |      |